# Plume d’Or 1973
Der Plume d’Or 1973 im Badminton wurde am 5. und 6. Mai 1973 in Brüssel ausgetragen. Sieger wurde das Team aus der Tschechoslowakei.

## Ergebnisse
- Tschechoslowakei –  Frankreich: 7:0
- Tschechoslowakei –  Belgien: 5:2
- Tschechoslowakei –  Portugal: 7:0
- Tschechoslowakei –  Schweiz: 5:2
- Belgien –  Frankreich: 6:1
- Belgien –  Portugal: 7:0
- Belgien –  Schweiz: 4:3
- Frankreich –  Portugal: 3:4
- Frankreich –  Schweiz: 0:7
- Portugal –  Schweiz: 0:7

## Endstand
- 1.  Tschechoslowakei (Petr Lacina, Miroslav Kokojan, Konstantin Holobradý, Alena Poboráková, Jaroslava Krahulcová)
- 2.  Belgien
- 3.  Schweiz
- 4.  Portugal
- 5.  Frankreich